# چیسانو سول نوا
چیسانو سول نوا (به ایتالیایی: Cisano sul Neva) یک کومونه در ایتالیا است که در استان ساونا واقع شده‌است.

## خصوصیات
چیسانو سول نوا ۱۲٫۱ کیلومترمربع مساحت و ۱٬۷۴۸ نفر جمعیت دارد و ۵۲ متر بالاتر از سطح دریا واقع شده‌است.

## خواهرخوانده
شهرهای بیگاسترو و لو ویگان، گار خواهرخوانده‌های چیسانو سول نوا هستند.